# Steinlagers Æresløp
Steinlagers Æresløp är ett travlopp för varmblodstravare som körs på Momarken Travbane i Norge i mars varje år. Det är ett minneslopp tillägnat den norska stjärnhästen Steinlager. Loppet brukar ingå som ett Gulddivisionslopp för den äldre eliten i samband med att vårens V75-omgång med "unionstrav" anordnas på Momarken. Loppet körs över sprinterdistansen 1640 meter med autostart. Förstapris är 200 000 norska kronor.

## Vinnare
| År   | Häst                                            | Kusk                                            | Tränare                                         | Odds                                            | Tid                                             |
| ---- | ----------------------------------------------- | ----------------------------------------------- | ----------------------------------------------- | ----------------------------------------------- | ----------------------------------------------- |
| 2021 | Viking va Bene                                  | Eirik Höitomt                                   | Kjetil Helgestad                                | 28,03                                           | 1.12,2                                          |
| 2020 | Inställt p.g.a. den rådande coronaviruspandemin | Inställt p.g.a. den rådande coronaviruspandemin | Inställt p.g.a. den rådande coronaviruspandemin | Inställt p.g.a. den rådande coronaviruspandemin | Inställt p.g.a. den rådande coronaviruspandemin |
| 2019 | Cokstile                                        | Lars Anvar Kolle                                | Jan Kristian Waaler                             | 20,62                                           | 1.11,0                                          |
| 2018 | Sir Ratzeputz                                   | Björn Goop                                      | Timo Nurmos                                     | 1,98                                            | 1.11,9                                          |
| 2017 | Mosaique Face                                   | Adrian Kolgjini                                 | Lutfi Kolgjini                                  | 1,63                                            | 1.11,7                                          |
| 2016 | Donna di Quattro                                | Björn Goop                                      | Tomas Malmqvist                                 | 10,03                                           | 1.11,8                                          |
| 2015 | Oasis Bi                                        | Claes Svensson                                  | Stefan P. Pettersson                            | 6,52                                            | 1.12,2                                          |
| 2014 | Mr X.F. Royal                                   | Lars Anvar Kolle                                | Trond Anderssen                                 | 18,67                                           | 1.12,3                                          |
| 2013 | Mr Picolit                                      | Åke Svanstedt                                   | Åke Svanstedt                                   | 2,27                                            | 1.12,6                                          |
| 2012 | Beanie M.M.                                     | Johnny Takter                                   | Morten Waage                                    | 4,90                                            | 1.12,2                                          |
| 2011 | Global Investment                               | Björn Goop                                      | Björn Goop                                      | 1,74                                            | 1.14,3                                          |
| 2010 | Bobtail                                         | Erik Adielsson                                  | Stig H. Johansson                               | 2,10                                            | 1.13,7                                          |
| 2009 | Turnaround                                      | Lutfi Kolgjini                                  | Lutfi Kolgjini                                  | 7,84                                            | 1.13,9g                                         |
| 2008 | Garland Kronos                                  | Lutfi Kolgjini                                  | Lutfi Kolgjini                                  | 2,85                                            | 1.13,0                                          |
| 2007 | Vamos                                           | Lutfi Kolgjini                                  | Lutfi Kolgjini                                  | 24,34                                           | 1.12,3                                          |